# La Fuensanta (Julio Romero de Torres)
La Fuensanta es un cuadro del pintor Julio Romero de Torres. Se trata de un óleo y temple sobre lienzo de 100x80 cm. La modelo del cuadro fue María Teresa López, que también sirvió de modelo para el cuadro de La chiquita piconera.

## Descripción de la obra
El cuadro, para el cual posara María Teresa López, muestra a la joven sentada, en tres cuartos y la cabeza mirando directamente al espectador. En la parte superior izquierda se aprecia un caño del que brota agua, sugiriendo, quizá, que la mujer se ha sentado a reposar en su tarea de llenar el gran cántaro plateado, sobre que apoya los brazos en actitud relajada. Su sencilla vestimenta, falda roja y camisa blanca, contrasta con el fondo, de tonos neutros, alejándose de otras obras de temática similar en la que aparecen, como sacados de contexto, texturas más lujosas —encajes o seda—. El foco se centra en la parte central del cuadro, resaltando la cara, brazos y torso de la modelo. Ilumina, así mismo, la parte central del cántaro, incidiendo en la textura del mismo y dejando apreciar el minucioso detallismo con el que ha sido representando.
En el oscuro cielo se abre una pequeña banda de claridad, situada a la misma altura que la cara de la modelo. Esto, junto a su fija mirada serena, centran la atención del espectador, contrarrestando el efecto del brillo del cántaro.

## Historia

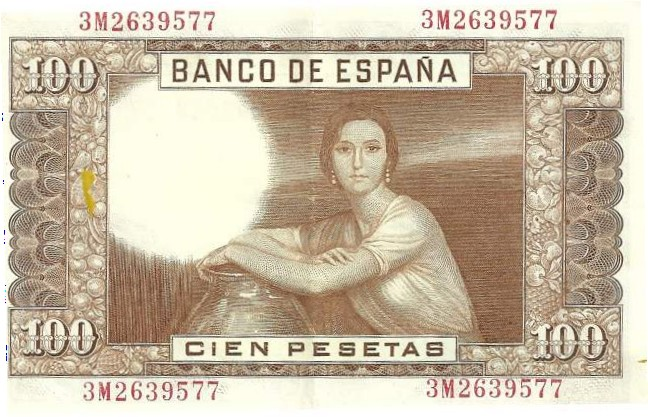
Billete de 100 pesetas en el que aparece La Fuensanta.

Fue exhibido en el Pabellón de Córdoba de la Exposición Iberoamericana de Sevilla de 1929 y, desde entonces, no se supo de su paradero hasta 2007. Hasta ese momento, solo se conservaba del mismo una fotografía en blanco y negro, que fue la que se usó en la reproducción del cuadro en los billetes de 100 pesetas que estuvieron en circulación desde 1955 hasta 1978, llegando a fabricarse 981.200.000 unidades.
A partir de la exposición «Arte en el Dinero. Dinero en el Arte», en el Museo Casa de la Moneda de Argentina, el cuadro fue localizado. Su propietario, un ciudadano argentino que lo compró en 1994, contactó con la directora de Museos Municipales de Córdoba, Mercedes Valverde, para su autentificación. Una vez comprobado que, efectivamente, se trataba de la obra original, la obra fue puesta a la venta. El Ayuntamiento de Córdoba negoció su adquisición, si bien tuvo que renunciar ante la elevada cifra propuesta por el propietario. La obra fue finalmente subastada por la galería londinense Sotheby's el 14 de noviembre de 2007. Tasado entre 600.000 y 700.000 euros, el Ministerio de Cultura de España participó en la puja. Finalmente, el cuadro fue vendido por 1.173.375€ a un comprador anónimo.
En abril de 2017 el cuadro fue localizado en un chalet de Marbella del exgerente de la sociedad pública de vivienda de Ceuta, Antonio López, en el marco de una operación judicial contra la corrupción, e inmediatamente fue requisado, aunque parece que finalmente era una copia.
El cuadro original pertenece al empresario y presidente del Real Madrid, Florentino Pérez.